# Monastère de Mar Élias
Pour les articles homonymes, voir Mar Elias.
Le monastère de Mar Élias  (hébreu : מר אליאס dont le nom signifie "Saint Élie" en arabe, Mar vient du syriaque et signifie saint) est un monastère grec orthodoxe se dressant au sommet d'une colline entre Jérusalem et Bethléem sur la route d'Hébron. C'est l'un des plus vieux monastères chrétiens, fondé au VIe siècle, et toujours en activité depuis l'origine. Cet endroit est situé à la frontière d'avant 1967 (ligne verte). Il existe plusieurs versions concernant l'origine du nom de ce monastère : l'une affirme que le prophète Élie a dormi à cet endroit, une autre assure que ce nom fait référence à la tombe d'un évêque grec de Bethléem, prénommé Elias, mort en 1345, une autre encore parle d'un moine égyptien, lui aussi prénommé Elias. 

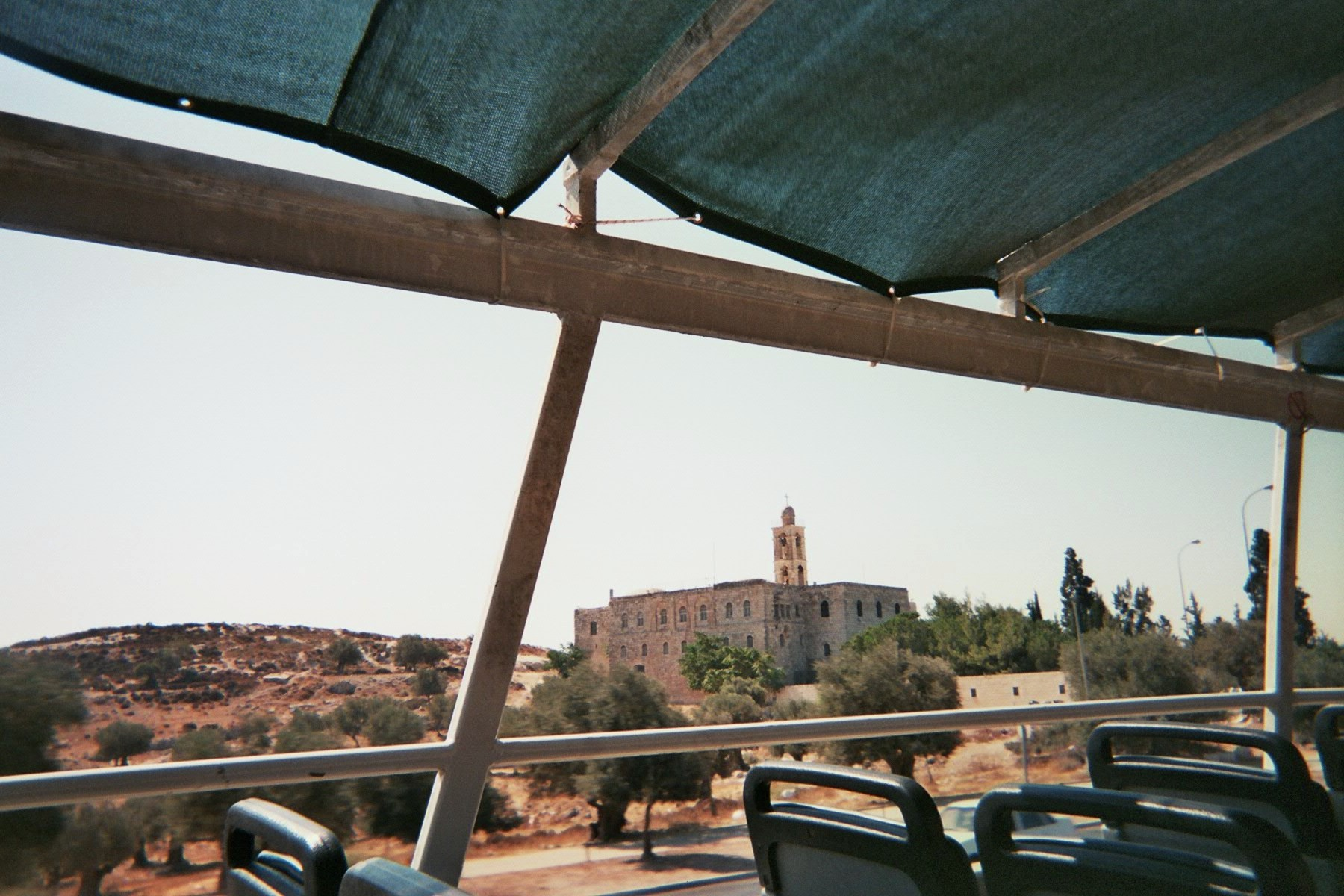
le monastère Mar Elias vu du bus 99, depuis la route d'Hébron
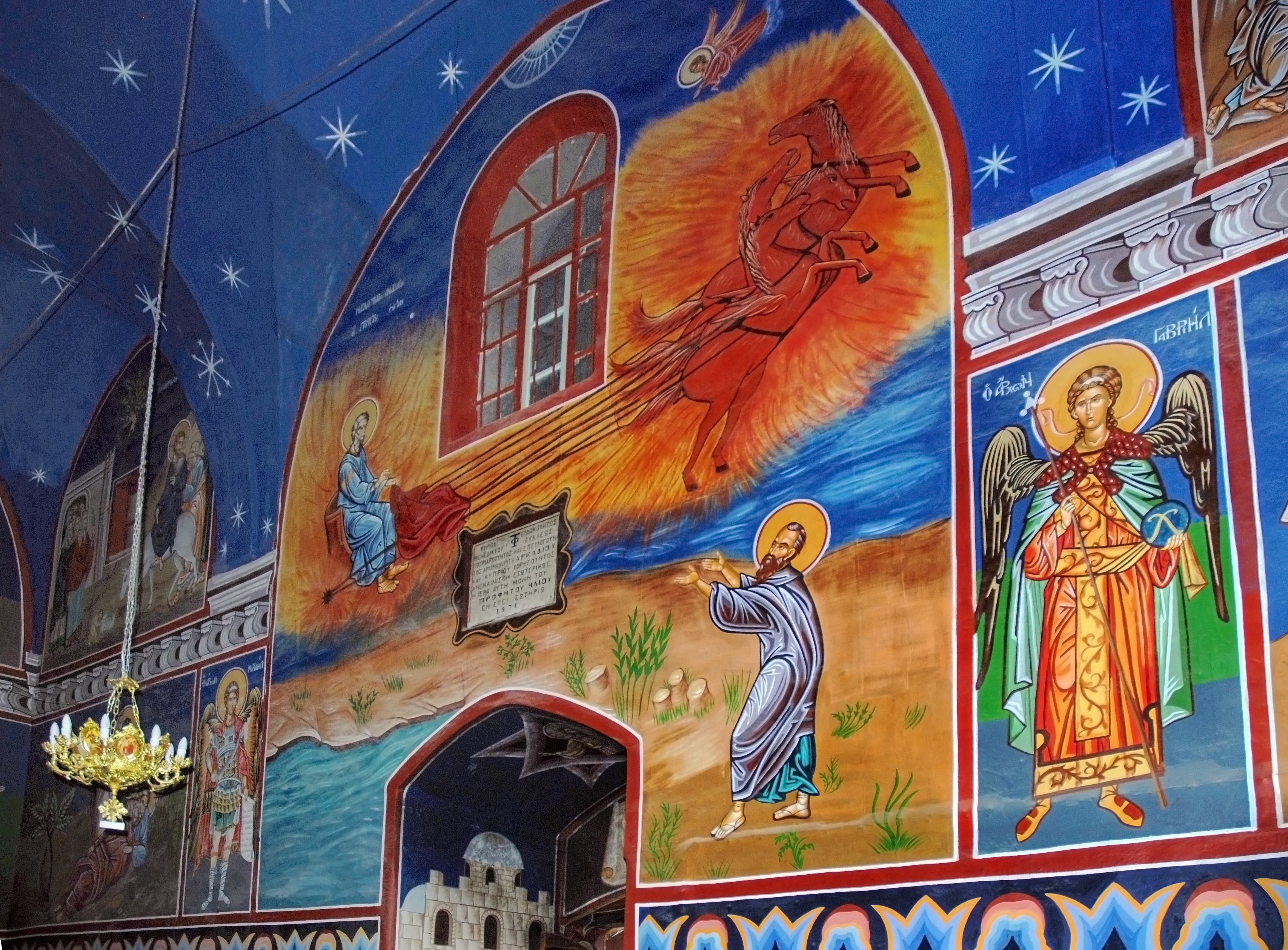
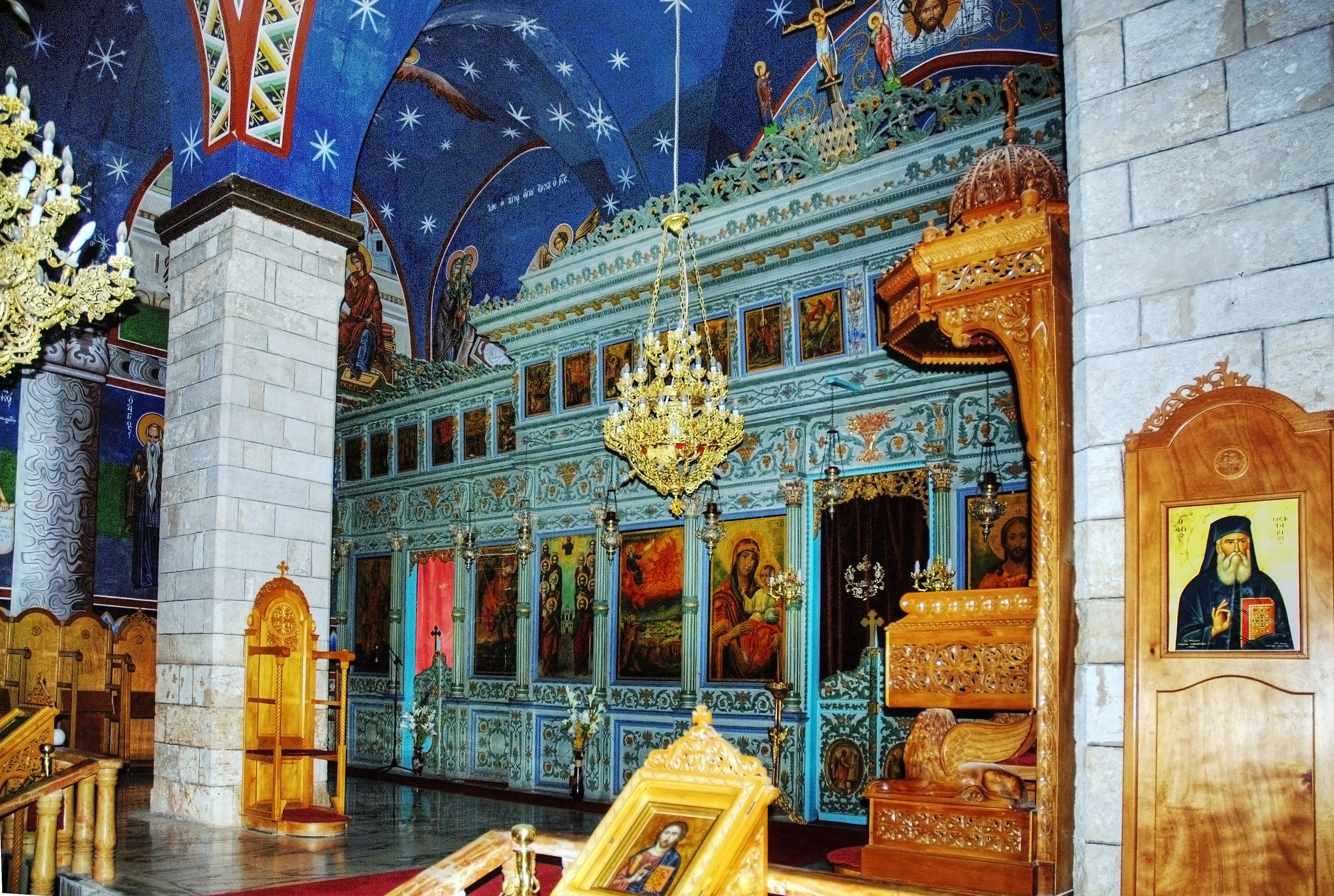
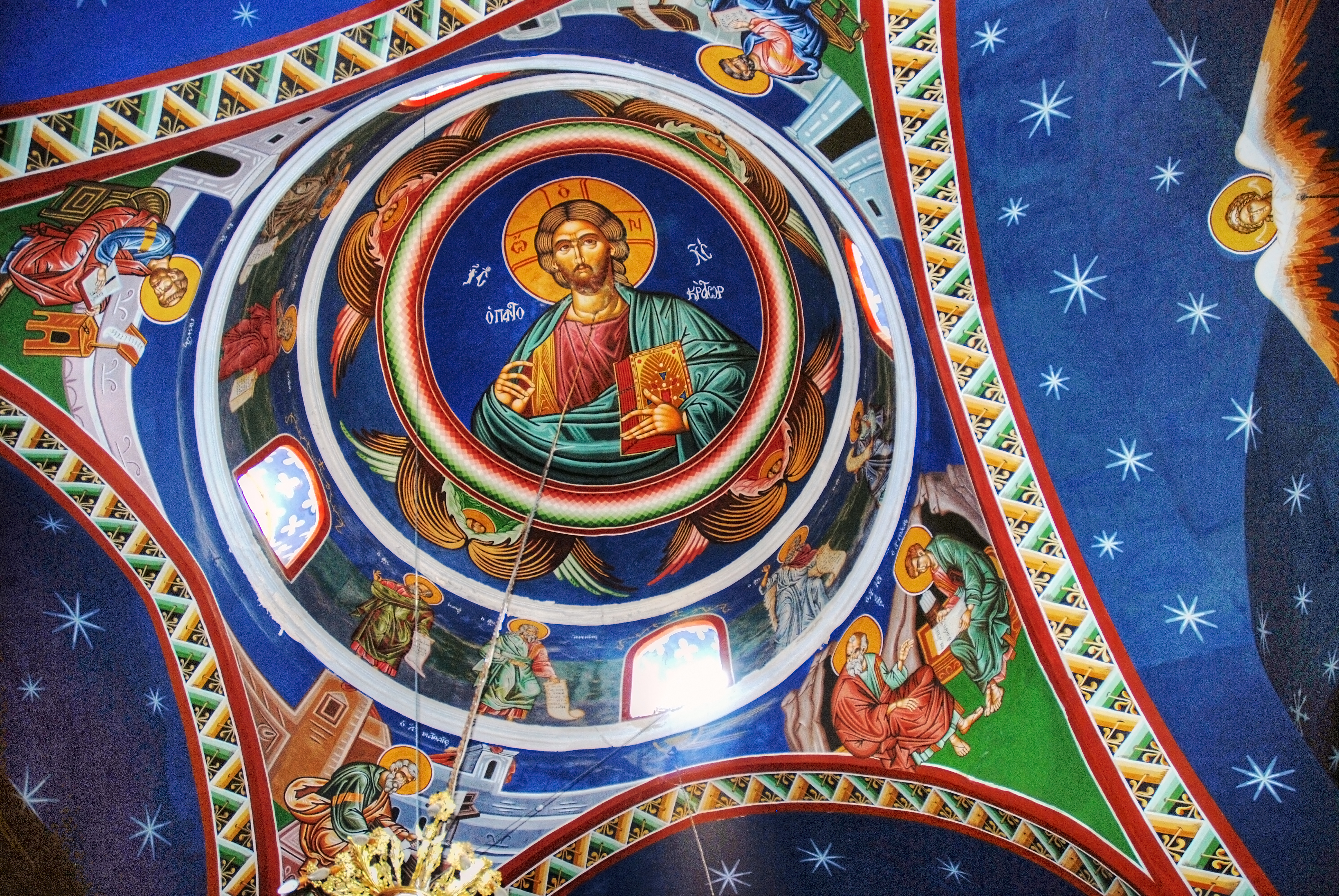
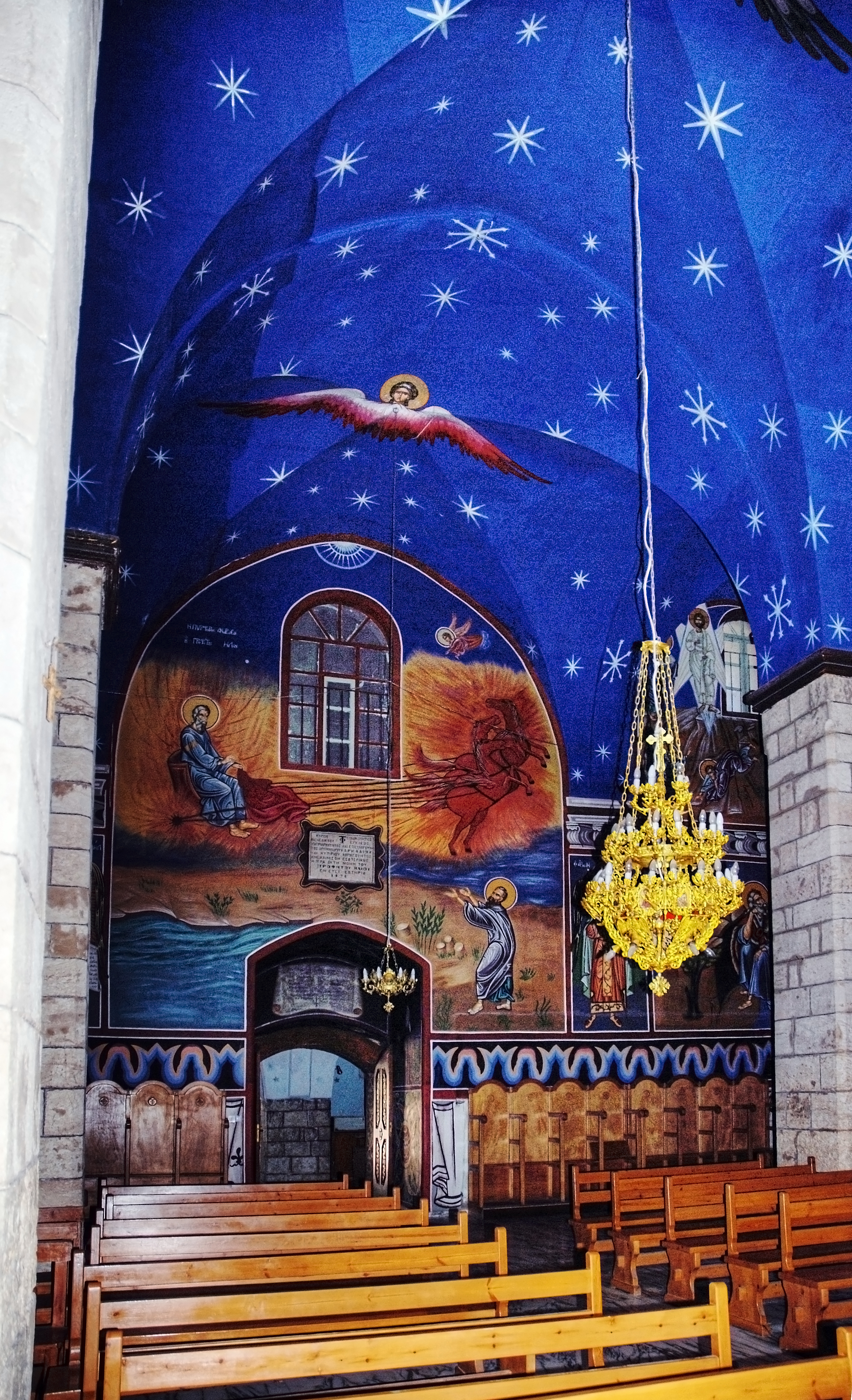